# Byzacena
Byzacena was een Romeinse provincie in het gebied dat nu het zuiden van Tunesië is.
Aan het einde van de 3e eeuw splitste de Romeinse keizer Diocletianus de grotere Romeinse provincie Africa  Proconsularis in drie kleinere provincies: Zeugitana in het noorden, nog steeds bestuurd door een proconsul en daarom aangeduid als proconsularis, Byzacena en Tripolitania in het zuiden. Het gebied van Byzacena kwam ruwweg overeen met de moderne regio Sahel in Tunesië.
Hadrumetum (het moderne Sousse) werd de hoofdstad van de nieuw-gecreëerde provincie, waarvan de gouverneur de rang van consularis had. In deze periode was de hoofdstad van Byzacena, na Carthago, de belangrijkste stad in de Romeinse provincie Africa.